# Mariä Himmelfahrt (Kaufering)

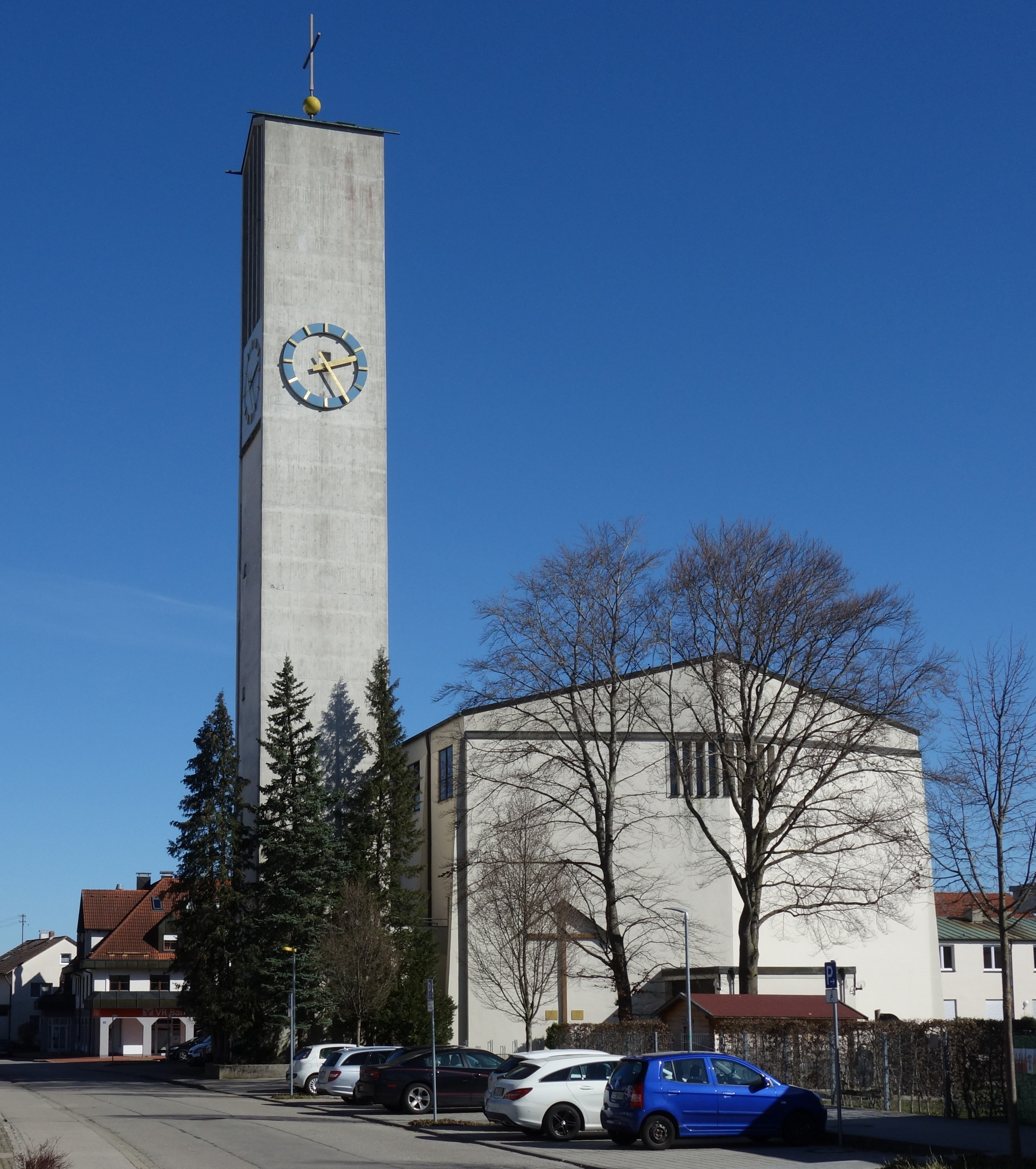
Die Pfarrkirche Mariä Himmelfahrt

Die katholische Pfarrkirche Mariä Himmelfahrt in Kaufering ist die Hauptkirche der Pfarrgemeinschaft Kaufering.

## Geschichte
Als nach dem II. Weltkrieg viele Heimatvertriebene nach Kaufering kamen, wurde 1954 zunächst eine Notkirche errichtet. 1961 wurde mit einem Kirchenneubau begonnen. Im Januar 1962 wurden die Glocken geweiht und am 28. Juli 1962 die neue Kirche von Bischof Josef Freundorfer konsekriert.

## Ausstattung
Das Mosaik hinter dem Hochaltar wurde von Br. Benedict Schmitz (* 1935; † 19. Juni 2015) geschaffen und am 16. April 1987 geweiht.

## Orgel

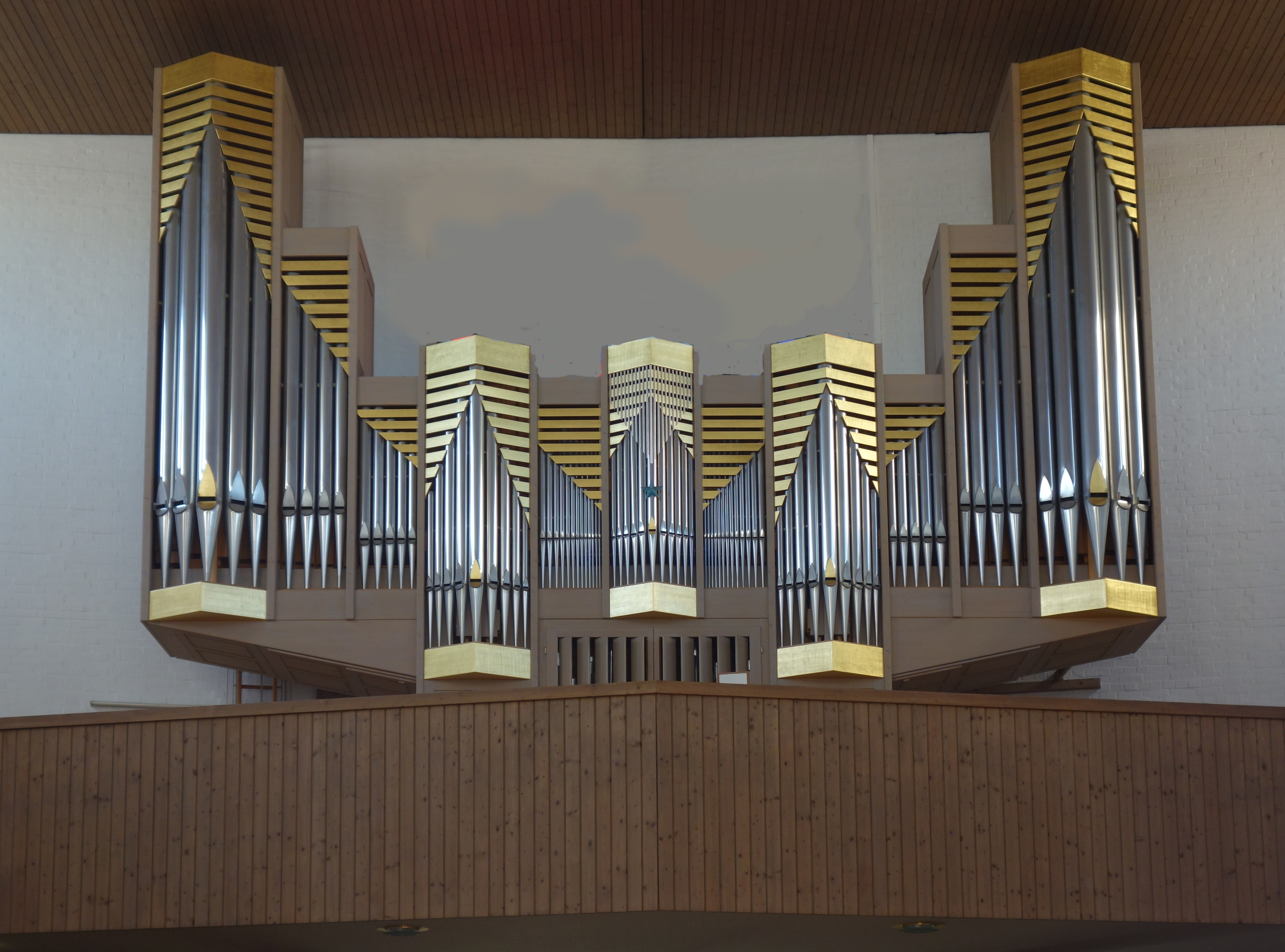
Die Orgel

Die Orgel wurde 1995 von Franz Schreier aus Thierhaupten gebaut. Sie hat 28 Register auf zwei Manualen und Pedal. Die Disposition lautet:
| II Hauptwerk C–g3 |       |
| Bourdun           | 16′   |
| Principal         | 8′    |
| Rohrflöte         | 8′    |
| Oktave            | 4′    |
| Blockflöte        | 4′    |
| Quinte            | 2 ⁄3′ |
| Superoktave       | 2′    |
| Kornett V (ab f)  | 8′    |
| Mixtur IV–VI      | 1 ⁄3′ |
| Trompete          | 8′    |
| Vox humana        | 8′    |
| Tremulant         |       |

| III Schwellwerk C–g3 |                |
| Hohlflöte            | 8′             |
| Gambe                | 8′             |
| Schwebung            | 8′             |
| Fugara               | 4′             |
| Sesquialtera         | 2 ⁄3′ + 1 3⁄5′ |
| Oktave               | 2′             |
| Traversflöte         | 2′             |
| Plein-jeu IV         | 2′             |
| Fagott               | 16′            |
| Oboe                 | 8′             |
| Tremulant            |                |

| Pedal C–f1    |       |
| Principalbaß  | 16′   |
| Subbaß        | 16′   |
| Oktavbaß      | 8′    |
| Choralbaß     | 4′    |
| Bauernpfeife  | 2′    |
| Hintersatz IV | 2 ⁄3′ |
| Posaune       | 16′   |

- Koppeln: 1. Manual = Koppelmanual, III/II, II/P, III/P
- Spielhilfen: 32-facher Setzer
- Bemerkungen: mechanische Spiel- und elektrische Registertraktur

## Glocken
Die Glocken wurden 1961 von Engelbert Gebhard aus Kempten gegossen.
| Nr. | Name                       | Inschrift |
| 1   | Marienglocke               | „Heilige Maria in den Himmel aufgenommen, bitte für uns. Gestiftet von der Familie Hilscher Elektrogeschäft in Kaufering und Jakob Ziegler, Bauer in Hurlach.“ |
| 2   | Josefsglocke, Wetterglocke | „Heiliger Josef, segne die Arbeiter und Ihre Arbeit.“ |
| 3   | Ulrichsglocke              | „Heiliger Ulrich, bewahre uns im Glauben.“ |
| 4   | Pius- und Totenglocke      | „Heiliger Pius, steh uns bei in unserer Todesstunde.“ |